# Cantenac
Cantenac foi uma comuna francesa na região administrativa da Nova Aquitânia, no departamento da Gironda. Estendia-se por uma área de 14,25 km². Em 2010 a comuna tinha 1 310 habitantes (densidade: 91,9 hab./km²).
Em 1 de janeiro de 2017, passou a formar parte da nova comuna de Margaux-Cantenac.